# Ojo de Agua de Mendoza
Ojo de Agua de Mendoza es una localidad del estado mexicano de Guanajuato. Es parte del municipio de Jerécuaro.

## Demografía
| Gráfica de evolución demográfica |
|                                  |

| Censo | Población |
| ----- | --------- |
| 1900  | 154       |
| 1910  | 436       |
| 1921  | 364       |
| 1930  | 385       |
| 1940  | 321       |
| 1950  | 514       |
| 1960  | 814       |
| 1970  | 791       |
| 1980  | 993       |
| 1990  | 1 257     |
| 2000  | 1 369     |
| 2010  | 1 090     |
| 2020  | 1 154     |